# Episodi di Un medico tra gli orsi (prima stagione)
Questa voce contiene riassunti, dettagli e crediti dei registi e degli sceneggiatori della prima stagione della serie televisiva Un medico tra gli orsi. Negli Stati Uniti è stata trasmessa per la prima volta il 12 luglio 1990 e si è conclusa il 30 agosto 1990. In Italia è andata in onda per la prima volta su Rai 2 dal 5 giugno al 13 giugno 1995 con un ordine di messa in onda leggermente diverso rispetto a quello degli Stati Uniti.
| nº | Titolo originale                         | Titolo italiano                         | Prima TV USA   | Prima TV Italia |
| -- | ---------------------------------------- | --------------------------------------- | -------------- | --------------- |
| 1  | Pilot                                    | Tutto qui?... Il resto arriverà         | 12 luglio 1990 | 5 giugno 1995   |
| 2  | Brains, Know-How and Native Intelligence | Orgoglio del Nord                       | 19 luglio 1990 | 6 giugno 1995   |
| 3  | Soapy Sanderson                          | L'Alaska non è in vendita               | 26 luglio 1990 | 7 giugno 1995   |
| 4  | Dreams, Schemes and Putting Greens       | La sposa che non si sposa               | 2 agosto 1990  | 11 giugno 1995  |
| 5  | Russian Flu                              | Un rimedio naturale                     | 9 agosto 1990  | 9 giugno 1995   |
| 6  | Sex, Lies, and Ed's Tape                 | Sesso, bugie e il film di Ed            | 16 agosto 1990 | 12 giugno 1995  |
| 7  | A Kodiak Moment                          | Perché la vita continui                 | 23 agosto 1990 | 13 giugno 1995  |
| 8  | Aurora Borealis                          | L'aurora boreale: una favola per adulti | 30 agosto 1990 | 8 giugno 1995   |

## Tutto qui?... Il resto arriverà
- Titolo originale: Pilot
- Diretto da Joshua Brand
- Scritto da Joshua Brand e John Falsey

### Trama
Il dottor Joel Fleischman, neolaureato newyorkese, di famiglia ebrea, arriva ad Anchorage, per esercitare la professione medica al servizio dallo Stato dell'Alaska, come risarcimento della borsa di studi da questo ricevuta.
Scopre di essere stato destinato a una cittadina sulla Nuova Riviera, Cicely. Non appena visto il posto, il primo impulso è quello di scappare: la "città" non è altro che una località sperduta nel profondo dell'Alaska, costituita da uno sparuto numero di casupole in legno. Purtroppo il suo contratto lo confina qui per i successivi quattro anni.
Incontra quindi tutti quelli che saranno i suoi concittadini: Ed Chigliak, per primo, un ragazzo nativo un po' bislacco; Maurice J. Minnifield, l'uomo che di fatto è la causa della sua presenza a Cicely, non sindaco, ma ricco mecenate della cittadina, colui che più di tutti in questa scommette, spera e investe; Holling Vincoeur, lui sì sindaco, ma più attento alla gestione del suo locale, il vero centro vitale del paese; Maggie O'Connell, pilota d'aerotaxi e padrona di casa di Joel, con la quale fa una terribile gaffe al primo incontro, avendola presa per una prostituta; Marilyn Whirlwind, l'infermiera indiana silenziosa, pressante, autorevole, demiurga.
La puntata termina con l'attesa festa estiva, il IX Festival Wonderland dell'Arrowhead, nella quale Holling e Maurice, vecchi grandi amici, riprendono a parlarsi dopo una lunga rottura causata da Shelly.
- Altri interpreti: John Aylward (pilota d'aerotaxi), Denise Dal Vera (hostess), Robert Nadir (Pete Gilliam), Clem Tillman un ciceliano - David J. Guppy (Clem Tillman), Grant Goodeve (Richard "Rick" Pederson), Tom Hammond, Anne Gordon, Art LaFleur (Walter), Lois Foraker (Edna)

## Orgoglio del Nord
- Titolo originale: Brains, Know-How & Native Intelligence
- Diretto da Peter O'Fallon
- Scritto da Stuart Stevens

### Trama
A due settimane dal suo arrivo in Cicely, Joel ha già a che fare con problemi domestici, di natura idraulica. Maggie, proprietaria di casa nonché il miglior idraulico sulla piazza di Cicely, per pura voglia di provocazione non intende aiutarlo.
Ed chiede a Joel di aiutarlo con suo zio Anku, guaritore indiano che non vuole affrontare la propria malattia (un cancro alla prostata) con la medicina moderna. Joel è conquistato dal carisma del "collega", ma riesce a convincerlo che il suo rifiuto è segno di orgoglio, non di saggezza.
I discorsi radiofonici di Chris sull'omosessualità del poeta Walt Whitman scatenano la furiosa reazione di Maurice, proprietario della KBHR, la radio cittadina. Maurice lo catapulta letteralmente fuori dalla sua postazione e lo sostituisce in prima persona, trasmettendo esclusivamente brani di musical. Alla fine sarà costretto a tornare sui suoi passi a causa delle proteste degli ascoltatori.
- Altri interpreti: Grant Goodeve, Frank Sotonoma Salsedo (Zio Anku), Armenia Miles (signora Anku), Leslie Rueschenfield (Mindy), Jan Poole (Shirley), Hannah Johnson, Sandra Lee Dejong, Mitch Hale, Ken Schneider, Gary Taylor (Steve)

## L'Alaska non è in vendita
- Titolo originale: Soapy Sanderson
- Diretto da Stephen Cragg
- Scritto da Karen Hall e Jerry Stahl

### Trama
L'ottantenne eremita Soapy Sanderson si suicida e lascia in eredità 100 acri di terreno a Maggie, nella quale rivedeva la sua defunta moglie, e a Joel, che l'aveva assistito negli ultimi tempi. 
Rispettarne le ultime volontà è un compito che insieme li avvicina e li divide: Maggie vorrebbe trasformare le terre di Soapy in una riserva naturale, Joel vorrebbe invece cederle a una tribù indiana disposta a pagare bene (50.000 U$D) per avere un investimento privo di profitto, così da ridurre l'imponibile tassabile.
Si scopre che Sanderson fu un professore di Mitologia e Teologia, molto amato dagli studenti. Due di questi giungono a Cicely per produrre un filmato sul docente. Ed scopre, aiutandoli, la propria vocazione per il cinema.
- Altri interpreti: John McLiam, (Soapy Sanderson), Nick Ramus (Capo Ronkonkoma), Phil Lucas (William Casebear), John Murray (Fred), Darryl Fong (Kim Cheng), Christa Miller (Laurie Batan)

### Curiosità
- In questa puntata Maggie ci rende noto che Cicely ha 815 abitanti, mentre sulla locandina della prima serie, Joel è seduto sconsolato sotto il cartello "Welcome to Cicely, Alaska" che afferma l'abitato ospitare 214 persone (215, contando il medico). In 1.6 Ed conferma la prima cifra, salita a 839.

## La sposa che non si sposa
- Titolo originale: Dreams, Schemes and Putting Greens
- Diretto da Dan Lerner
- Scritto da Sean Clark

### Trama
Shelly scopre di essere incinta e Holling le propone di sposarla, ma poi per ben due volte l'abbandona all'altare perché, pur dichiarandole il proprio amore e pur affermando di esser capace di affrontare un simile impegno per la vita, non sopporta l'idea del matrimonio. Ha delle reticenze perché i maschi della famiglia Vincouer hanno vissuto tutti a lungo (104 anni suo padre, 106 suo nonno), mentre le donne son morte tutte giovani (42 anni sua madre, 44 sua nonna). Poiché sa di condividere questo destino, avendo inoltre osservato suo padre e suo nonno vivere gli ultimi anni nella sofferenza del lutto ed essendo essenzialmente monogamo per tradizione, il sessantaduenne Holling ha delle reticenze nello sposare la diciottenne Shelly, alla quale potrebbe sopravvivere.
Il matrimonio è celebrato nientemeno che da Chris Stevens, il dj della radio cittadina, che ha preso i voti rispondendo a un'inserzione sul Rolling Stone. È stato ordinato dalla "Chiesa mondiale della Verità e della Bellezza" (nell'originale Universal Life Church)Universal Life Church / ULC - Become an Ordained Minister Online.
Maurice è in trattative con un imprenditore giapponese per costruire un grande villaggio turistico nei pressi di Cicely e viene aiutato da Joel, che mira ad abbreviare il proprio contratto, ma l'affare non va in porto.
- Altri interpreti: Michael Paul Chan (Okie Masuto), Lenny Imamura (Vincent Chiba), Anthony Curry (Gorman Tambo), Grant Goodeve (Richard "Rick" Pederson)

## Un rimedio naturale
- Titolo originale: The Russian Flu
- Diretto da David Carson
- Scritto da David Assael

### Trama
Dopo più di due mesi Joel può finalmente rivedere la fidanzata Elaine e trascorrere un weekend insieme a lei. Ma non ha fatto i conti con l'epidemia influenzale che colpisce all'improvviso la cittadina e, tra gli ultimi, Elaine stessa. Naturalmente quando lei guarisce si ammalerà lui.
Joel, nonostante prescriva a tutti la sua penicillina ebrea, non riesce a combattere l'influenza, e per questo si attira l'ostilità di tutti, che durante un'assemblea cittadina esprimono la possibilità non tanto che il dottore non sappia curarli, ma addirittura che non voglia, essendo l'influenza attuale di provenienza russa ed essendo il dottore di discendenza russo-ebrea, e quindi trotskista.
Sarà invece l'hi-yo-hi-yo-ip-se-ni-yo di Marilyn, un misterioso e nauseabondo rimedio indiano, a risolvere la crisi cittadina. Sebbene Joel inizialmente non approvi, si prenderà suo malgrado tutto il merito della guarigione di massa.
- Altri interpreti: John Aylward (Charles "Red" Murphy), Jessica Lundy (Elaine Shulman), Grant Goodeve (Richard "Rick" Pederson)

### Curiosità
In un sogno, dove tutti salutano Joel e si riferiscono a Elaine come a sua sorella, il medico afferma più volte di non averne alcuna. Eppure, in 5.6, i genitori di Fleischman, venuti a trovare il figliolo a Cicely, gli raccontano di come sua sorella abbia distrutto la Ford di famiglia dopo aver bevuto troppa birra.

## Sesso, bugie e il film di Ed
- Titolo originale: Sex, Lies and Ed’s Tapes
- Diretto da Sandy Smolan
- Scritto da Joshua Brand e John Falsey

### Trama
Ed è impegnato nella scrittura del suo primo film, ma l'approccio è difficoltoso. Continua a immaginare i suoi amici calati in sequenze cinematografiche note, ma sono idee che non lo soddisfano. Finché non capisce che deve scrivere di ciò che conosce.
Holling scopre non solo che Shelly non è incinta (si tratta di una gravidanza isterica), ma addirittura che è già sposata. Arriva infatti a Cicely il ventenne Wayne Jones (secondo il quale le cose più importanti nella vita sono, nell'ordine, l'hockey, il sesso e il cibo), l'attuale ufficiale marito di Shelly. Vuole chiederle il divorzio, poiché vuole sposare Cindy, la migliore amica di Shelly, poi invece ci ripensa e le chiede di tornare con lui.
Il rapporto tra Maggie e Rick è messo in crisi dalla possibilità che lui abbia un melanoma e dal suo timore di essere vittima della "maledizione O'Connell": tutti i ragazzi di Maggie sono infatti morti, quattro in tutto, contando anche una relazione occasionale.
- Altri interpreti: Buffalo Child (Dave), Brandon Douglas (Wayne Jones), Jerry Morris (Earl), Jeffrey Carpenter (MC), Grant Goodeve (Richard "Rick" Pederson)

## Perché la vita continui
- Titolo originale: A Kodiak Moment
- Diretto da Max Tash
- Scritto da Jessica Klein e Steve Wasserman

### Trama
Un ramo cade sulla roulotte di Chris, distruggendola. Chris quindi viene invitato a vivere a casa di Maurice a causa di una proposta bizzarra: la notizia della morte di suo fratello Malcom, suo unico parente, costringe Maurice a riflettere seriamente sulla propria fine, e crede di aver trovato un possibile erede proprio in Chris. Ma i loro caratteri sono troppo diversi e il dj non sopporta a lungo che il nuovo padre acquisito tenti di modellarlo a sua immagine e somiglianza. La goccia che fa traboccare il vaso è una partita di croquet.
Il ritorno nei paraggi di Jesse, l'orso che in passato ha quasi ucciso Holling, costringe l'ex cacciatore ad andare a cercarlo, per chiudere il conto in sospeso. Ma a causa della presenza di Shelly, che ha deciso di accompagnarlo, non esce praticamente mai dalla propria tenda e sarà invece Ed ad affrontare l'orso, ma solamente con la macchina fotografica.
Il dottor Fleischman si ritrova a dover tenere un corso prenatale nello sperduto villaggio di Boswell, assistito da Maggie, che l'ha dovuto accompagnare in aereo. Condivideranno l'esperienza esaltante di far nascere un bambino.
- Altri iinterpreti: Kellee Bradley (Sue-Ellen), Wayne Waterman (Mike), Teri Thomas (Nancy), Lisa Budak (Phyllis), Elise Nelson (Kerry)

## L'aurora boreale: una favola per adulti
- Titolo originale: Aurora Borealis: A Fairy Tale for Grown-Ups
- Diretto da Peter O'Fallon
- Scritto da Charles Rosin

### Trama
L'aurora boreale arricchisce le vite oniriche degli abitanti di Cicely e modifica il loro comportamento abituale.
Joel esegue una visita al domicilio di una stressata guardia forestale, il ranger Burns. Di ritorno, il dottore si imbatte in Adam, che si credeva essere una figura mitica, una specie di bigfoot locale, ma si rivela invece essere uno scorbutico eremita, dal passato misterioso e dal sorprendente talento culinario. Adam dice di nascondersi nei boschi di Cicely da quindici anni, e Ruth-Anne conferma che da quindici anni vi sono strani accadimenti in città, come furti di libri di cucina.
Quando Joel torna a Cicely e racconta tutto agli amici al The Brick, nessuno gli crede. Tornato sul posto con Ed e Maggie, Adam e la sua capanna sono scomparsi, ma a sua testimonianza viene trovato uno spremiaglio per terra.
A Cicely arriva Bernard, uomo di colore di Portland, dopo un viaggio in moto di cinque giorni consecutivi senza mai dormire, spinto fin lì da un inspiegabile impulso a cui non ha potuto resistere. Si trova subito in sintonia con Chris e, dopo aver lavorato insieme ad una scultura ispirata dalla luce del Nord, intitolata appunto "L'aurora boreale", ed aver avuto lo stesso identico sogno, i due scoprono di condividere non solo la stessa data di nascita, ma anche lo stesso padre che, grazie ai lavori di commesso viaggiatore e camionista, si è diviso fra due vite e due famiglie.
- Altri interpreti: Adam Arkin (Adam),  Richard Cummings Jr. (Bernard Stevens), John Procaccino (Stan Burns), Ryan O'Neill (Chris adolescente), Sandy Miller (Mamma Stevens), Lou Hetler (Carl Gustav Jung), Peg Phillips (Ruth-Anne Miller)

L'aurora boreale che chiude la prima stagione della serie